# Ролевая система
Ролевая система — набор правил в ролевых играх (настольных, полигонных, компьютерных), отвечающих за способности персонажей и исход того или иного действия.
В настольных и компьютерных RPG играющий не действует самостоятельно, а отыгрывает роль вымышленного персонажа, управляя его действиями, поэтому персонаж может иметь способности и возможности, которыми не обладает отыгрывающий его. Его возможности определяются набором характеристик, которые игрок обычно выбирает сам при создании персонажа (хотя и существуют ограничения, накладываемые правилами ролевой системы, используемым сеттингом или необходимостью поддерживать баланс).
Существуют ролевые игры без всякой ролевой системы — так называемые «словесные». По мнению журнала «Лучшие компьютерные игры», они не стали общепринятыми именно по этой причине: поскольку игрок находится «не в своей шкуре», он не знает, может ли его персонаж убить гоблина. И ролевая система становится заменителем личного опыта — сравнив уровни свой и гоблина, можно грубо оценить, в чью пользу будет схватка.
В RPG живого действия ролевая система зачастую именуется «боевой системой» или «боёвкой» — потому что отвечает в первую очередь за правила боёв.

## Особенности ролевых систем
Ролевая система обычно содержит свод правил, подробно описывающий, к каким результатам приводит то или иное действие в игре. Обычно эти правила достаточно просты, чтобы участники могли их запомнить и применять (особенно это относится к настольным ролевым системам), но при этом стремятся к более или менее реалистичному отображению действительности.

### Характеристики персонажа
Характеристики персонажа определяют его наиболее основные параметры. Иногда они делятся на первичные (которые не зависят друг от друга) и вторичные (зависящие от других параметров; например, в ролевой системе GURPS скорость равна сумме ловкости и здоровья, поделённой на 4). Наиболее распространёнными атрибутами являются сила (Strength), ловкость (Dexterity, Agility) и интеллект (Intelligence), иногда в их число входят выносливость, здоровье, мудрость, восприятие, удача, сила воли, скорость реакции, сопротивление магии и другие.

### Типы ролевых систем
Одна из характерных черт большинства ролевых систем — рост возможностей персонажа со временем. По тому каким образом этот рост происходит ролевые системы делятся на типы:
- Уровневые системы. Персонаж развивается путём получения дискретных уровней, на каждом из которых повышается его мастерство в выбранной специализации. В результате получается «скачкообразное» развитие персонажа. Пример: Dungeons & Dragons
- Навыковые или скилловые (от англ. skill) системы. Персонаж развивается путём постепенного улучшения отдельных умений, атрибутов и прочих параметров. В результате получается «гладкое» развитие персонажа. У персонажа нет одной главной характеристики. Пример: Fuzion
- Уровне-навыковые системы. Персонаж развивается путём постепенного улучшения отдельных умений. Как только улучшено некоторое количество умений персонаж получает уровень и может увеличивать атрибуты. Пример: The Elder Scrolls

### Опыт (experience)
Рост персонажа обычно происходит с накоплением им так называемого опыта (англ. experience). Очки опыта можно получать за различные совершаемые в игре действия (обычно успешные). В некоторых системах опыт даётся за сюжетно важные решения и действия, в некоторых за любые успешные действия.
Накопление опыта называется «прокачкой».
В некоторых системах (GURPS) понятие опыта отсутствует, но есть его аналоги (в GURPS — character points, «пункты персонажа»).
Более приближённым к реальности, но обычно не таким удобным с игровой точки зрения (и потому более редким) является способ развития персонажа, при котором его способности и параметры растут «сами по себе», без набора опыта (например, частое употребление меча в бою повышает навык владения мечом). Такой подход применяется в ролевых системах компьютерных игр Ultima Online, The Elder Scrolls и PF Online, а также в системе Chaosium (наиболее известные игры основанные на этой системе — Call of Cthulhu и Runequest).

## Строгость соблюдения правил
Поскольку целью создания ролевой системы (как и целью самой ролевой игры) является развлечение участников, её правила необязательны к выполнению и могут быть изменены, если участник считают их слишком строгими и сложновыполнимыми. Мастер следит за соблюдением правил и может (обычно с согласия других игроков) отменить некоторые из них. Часто вводятся так называемые homerules (с англ. — «домашние правила») или правила, действующие только в течение одной игры.
В компьютерных RPG иногда существуют возможности для небольших изменений ролевой системы с помощью модификаций, но они очень ограничены.

## Наиболее распространённые настольные ролевые системы
- GURPS
- FUDGE
- Dungeons & Dragons, AD&D
- Fuzion
- Vampire: The Masquerade
- Эра Водолея
- Фиаско
- 2d20
- Burning Wheel
- Unknown Armies
- Fengshui

## Наиболее распространённые компьютерные ролевые системы
- Dungeons & Dragons
- S.P.E.C.I.A.L.